# Planes para mañana
Planes para mañana ('Plannen voor morgen') is een Spaanse dramafilm uit 2010 geregisseerd door Juana Macías.

## Verhaal
Vier vrouwen beleven een belangrijke dag in hun leven, waarop ze moeten beslissen of ze opnieuw willen beginnen of doorgaan met hun leven tot nu toe. Inés moet bepalen welke keuzes ze maakt als ze op 39-jarige leeftijd ontdekt dat ze zwanger is. Antonia ontmoet een oude liefde waardoor ze haar gezinssituatie gaat heroverwegen. Marian denkt na of ze haar gewelddadige echtgenoot nog een kans moet geven. Mónica lijdt een onverwacht verlies waardoor ze moet beslissen of ze al dan niet haar wraakgevoelens wil volgen.

## Rolverdeling
- Goya Toledo als Inés
- Carme Elías als Antonia
- Ana Labordeta als Marian
- Aura Garrido als Mónica
- Jorge Bosch als Julio
- Brendan Price als Bryan
- Adrián Marín als Raúl
- Pablo Viña als Ernesto
- Christophe Miraval als Alberto
- Maite Blasco als de moeder van Inés

## Nominaties
De film werd in 2011 genomineerd voor Goya-filmprijzen voor debuterend regisseur (Juana Macías) en debuterend actrice (Aura Garrido).